# Білий Руслан Вікторович
Руслан Вікторович Білий (нар.. 28 грудня 1979, Прага, Чехословаччина) — російський комік, телеведучий і гуморист. У минулому — постійний учасник Comedy Club, член команди КВК «Сьоме небо», а також учасник телепроєктів ТНТ: «Сміх без правил», «Убивча ліга», «Убивча ніч» та «Comedy Баттл». Засновник та продюсер шоу Stand Up.

## Життєпис
Народився 1979 року в Празі, де на той час служив його батько. Коли Руслану виповнилося 11 років, він із сім'єю переїхав до Польщі, де прожив чотири роки. Коли Руслану виповнилося 14 років, родина переїхала до міста Бобров Воронезької області. Батько Руслана хотів, щоб його син теж став військовим, тому Білий відразу після школи вступив до Воронезького військового авіаційного інженерного університету.
Курсантом Руслан захопився грою в КВК, був учасником воронезької команди «Сьоме небо», у складі якої виграв «Малий КіВіН у світлому» в Юрмалі у 2004 році. П'ять років служив за контрактом. Має військове звання капітан, нагороджений Медаллю «За візнаку у військовій службі» ІІІ ступеня.
Після служби в армії Руслан Білий вступив до Воронезького державного аграрного університету імені імператора Петра I, де у 2003 році одержав диплом. Паралельно з навчанням Руслан також розвивався як стендап-комік, виступаючи у Воронежі.
На початку 2000-х років став брати участь у воронезькій філії Comedy Club, де він познайомився з Юлією Ахмедовою і разом з нею почав виступати в команді КВК «25-а». Пізніше відмовився взяти участь у шоу «Сміх без правил». Приїхав туди лише після третього запрошення і зайняв 1-е місце, вигравши 700 000 рублів, на які придбав квартиру у Воронежі.
У вересні 2013 року створив шоу Stand Up, ставши його продюсером. Після виходу двох сезонів передачі Руслан організував гумористичний фестиваль під назвою «Stand Up Фестиваль», де свої навички стендап-комедіантів демонстрували коміки-початківці.
Крім того, Руслан Білий брав участь у таких гумористичних передачах, як «Убивча Ліга» (як учасник і новорічний ведучий), «Comedy Баттл» (як член журі), «Прожарка» (основний герой та «прожарник»), «Що було далі?» (як один із героїв передачі).
У 2017 році організував шоу для стендаперів-початківців «Відкритий мікрофон» (рубрика з такою ж назвою була раніше в передачі Stand Up), де став одним з наставників. Був провідним та організатором стендап-туру «Комік у місті» (2018), одним із ведучих нічного ток-шоу Talk (2020).
У квітні 2020 року спільно з психологом Ольгою Кузнєцовою створив проєкт на YouTube під назвою «Чужі листи».
1 вересня 2023 року отримав статус іноземного агента.

## Громадянська позиція
Виступив проти російського вторгнення в Україну, у своєму виступі висміяв рішення Путіна напасти на Україну, а також пожартував з пропагандистів та «офіційних джерел» інформації про вторгнення. Координатор відділення ЛДПР у Воронежі Павло Большов звернувся до місцевого слідчого комітету Росії з проханням перевірити виступ Руслана Білого на екстремізм.